# Cassis (песня)
«Cassis» — сингл японской рок-группы The Gazette. Первоначально был выпущен в изданиях — А и Б, которые вышли 6 декабря 2005 года. 1 января 2006 года вышло обычное издание, которое в отличие от предыдущих не имеет DVD и включает в себя только 2 песни: «Cassis» и «Toguro».
Песня «Cassis» вошла в альбом Nil, который вышел в Японии 8 февраля 2006 года, а клип на песню был отснят в Австрии.

## Список композиций

### Cassis тип A
Первый диск (CD)
1. «Cassis» — 6:44
2. «Toguro» (蜷局; Виток) — 4:08

Второй диск (DVD)
1. «Cassis» — 6:44[1]

### Cassis тип Б
1. «Cassis» — 6:44
2. «Toguro» (蜷局; Виток) — 4:08
3. «Bite to All» — 3:25

### Cassis обычное издание
1. «Cassis» — 6:44
2. «Toguro» (蜷局; виток) — 4:08

## Позиция в чарте
Сингл достиг #6 позиции в еженедельном чарте Oricon, опередив предыдущий сингл «Reila» на 2 строчки.